# Clavelina fecunda
Clavelina fecunda är en sjöpungsart som först beskrevs av Sluiter 1904.  Clavelina fecunda ingår i släktet Clavelina och familjen klungsjöpungar. Inga underarter finns listade i Catalogue of Life.